# Equus hydruntinus
El asno salvaje europeo (Equus hemionus hydruntinus) es una subespecie extinta del asno salvaje euroasiático. que fue descrita en yacimientos pleistocénicos de toda Europa, Oriente Medio de Asia, y posiblemente norte de África. Se extinguió durante la Edad del Hierro. Hasta hace poco se consideraba una especie aparte pero recientes estudios genéticos de ADN mitocondrial y genómico han puesto de manifiesto su pertenencia al mismo taxón que el onagro, así como el flujo genético entre los últimos asnos salvajes europeos y los persas y sirios

## Taxonomía
Equus hemonus hydruntinus fue descrito por primera vez en 1904. Su clasificación mediante el análisis morfológico de los restos ha sido siempre problemática, debido a los escasos y fragmentados restos, y a que la plasticidad morfólogica del asno salvaje y de los équidos en general presenta un mosaico de caracteres atribuibles a distintos équidos actuales. Además, esta especie ha sido empleada como taxón cajón de sastre en numerosas ocasiones, varias de las muestras prehistóricas e históricas atribuidas a E. hydruntinus resultaron pertenecer en realidad a caballos o burros. atribuyéndose también a esta especie restos euroasiáticos de équidos cuya morfología difería de Equus ferus. Han sido necesarios estudios genéticos para esclarecer todas estas cuestiones. Varios estudios del ADN mitocondrial y genómico han demostrado la proximidad genética entre E. h. hydruntinus y las poblaciones de asno salvaje asiático (Equus hemionus), con el kulan y el khur indio pero también con el onagro persa y el hemipo, con los que hubo flujo genético hasta su extinción

## Evolución
Tradicionalmente se le consideró descendiente directo de Equus altidens. Sin embargo, las pruebas genéticas muestran un origen común con el asno salvaje asiático, por lo que hoy en día se piensa que E. h. hydruntinus no evolucionó a partir de E. altidens, sino que lo sustituyó y ocupó su nicho ecológico. Equus hemionus hydruntinus aparece por primera vez hace unos 600.000 años, en el Pleistoceno Medio, hallándose en yacimientos de Europa y suroeste de Asia. Su presencia en Europa se debe probablemente a una expansión desde Asia del asno salvaje euroasiático mediante dos oleadas de migración, una en el periodo interglaciar Günz-Mindel, y otra en el interglaciar Mindel-Riss, A pesar de que los periodos interglaciares le eran particularmente favorables., durante el Holoceno sus poblaciones fueron fragmentándose, debido a la persecución directa, de la que existen evidencias inequívocas durante el Neolítico, el Calcolítico y la Edad del Bronce, y la competencia con el ganado doméstico, como le ocurrió al caballo, el uro y el bisonte. Los últimos restos datan de hace solo 3000 años, durante la Edad de Hierro.

## Morfología

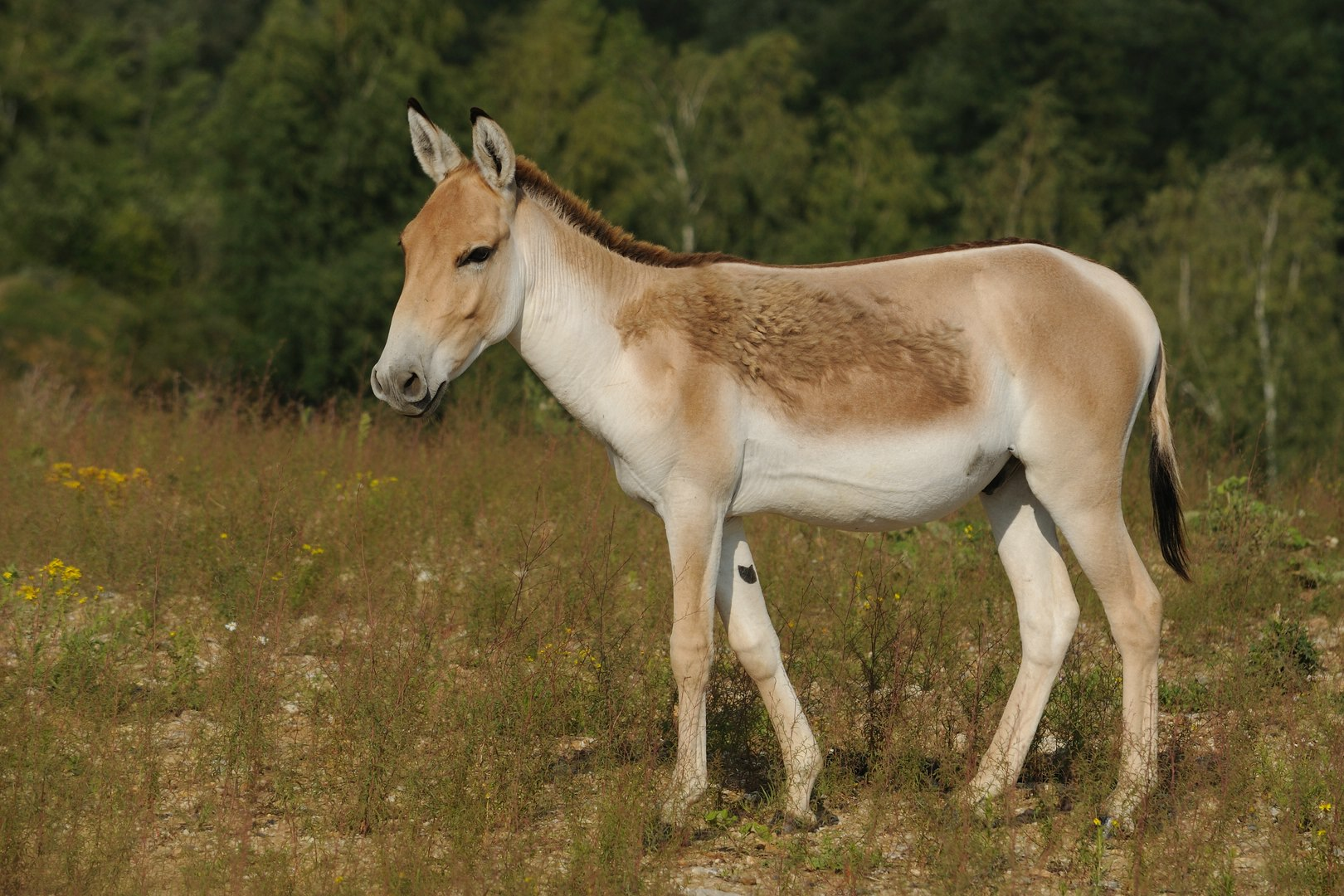
Equus hemionus hydruntinus presentaba una morfología general similar a la del resto de poblaciones del asno salvaje euroasiático

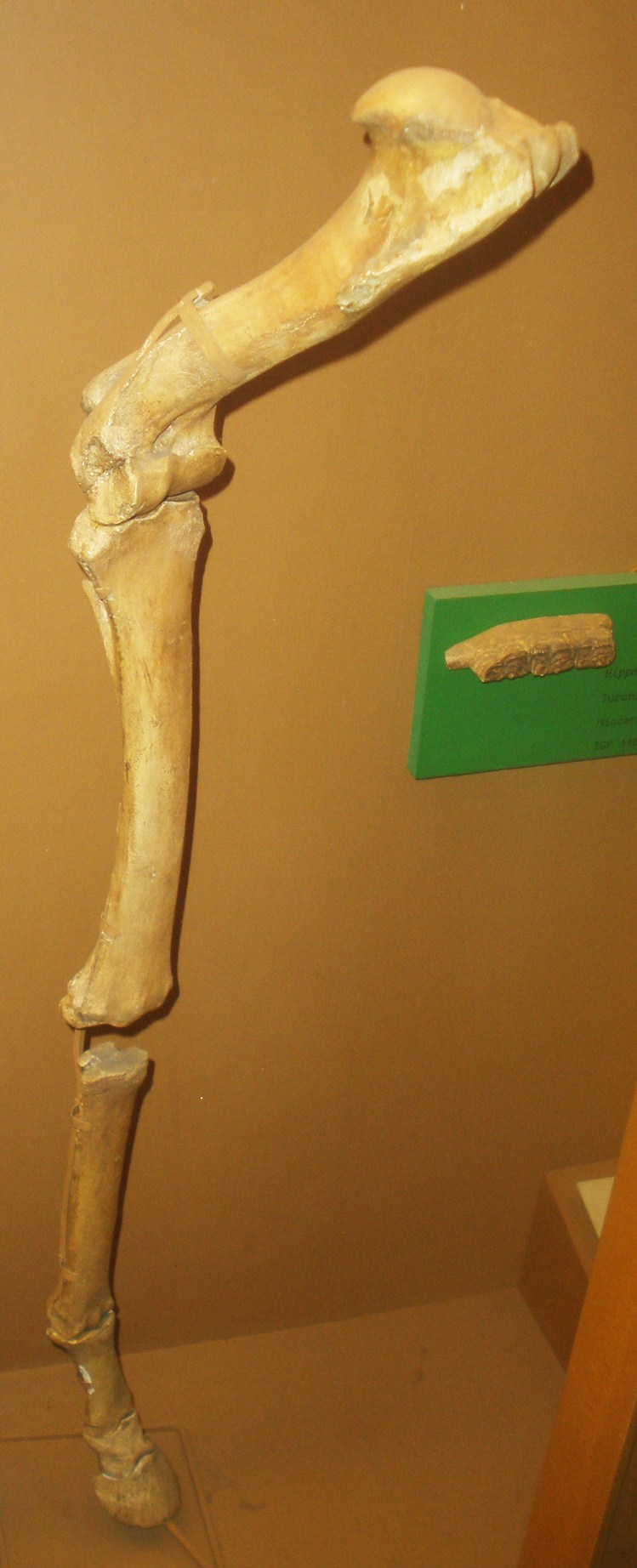
Extremidad anterior de Equus hydruntinus

Aunque similar en aspecto al asno salvaje asiático, Equus hemionus hydruntinus presentaba un hocico más corto y ancho, característica que algunos científicos asocian con una mejor adaptación al frío aunque considerando los ambientes donde viven las poblaciones de Asia Central y la meseta del Tíbet, esto no está claro. Se desconoce qué coloración presentaban aunque existe bastante uniformidad entre las poblaciones actuales de la especie.

## Hábitat y ecología
Equus hemionus hydruntinus nunca fue una subespecie muy abundante en los ecosistemas europeos. Al igual que las poblaciones asiáticas, estaba especialmente adaptado a ambientes esteparios semiáridos. En el caso de Europa su hábitat ideal lo encontraba  en zonas de clima mediterráneo seco. Aunque podía soportar climas templado-fríos, era menos tolerante que los caballos a variaciones climáticas acusadas, migrando a regiones menos frías cuando se imponían las glaciaciones. No dependía necesariamente de formaciones vegetales abiertas, aunque abundaba más en estas. Análisis de los isótopos de carbono y oxígeno presentes en el esmalte dental sugieren que tenía una alimentación mixta de pasto y leñosas, por lo que habitaba tanto zonas de pradera como de matorral.

## Distribución
Según la identificación osteológica de los restos encontrados, se determinó que Equus hydruntinus se extendía por las penínsulas ibérica e itálica, las islas británicas, Francia, Alemania, Austria, Crimea, Siria, Jordania, Azerbaiyán, Kazajistán, Irán, y posiblemente Libia y Túnez. Sin embargo, análisis del ADN mitocondrial de muchos de estos restos han reducido su distribución a la parte europea y la península de Anatolia. Durante las glaciaciones sus poblaciones se replegaron a refugios en el sur de Europa, experimentando varios cuellos de botella.